# Reamonn
Reamonn es una banda de rock alemana, muy conocida en toda Europa. Sus miembros son Reamonn Garvey (voz y guitarra acústica), Uwe Bossert (guitarra principal), Sebi Padotzke (saxo, teclados), Mike Gommeringer (batería) y Philipp Ruenbusch (Bajo).

## Historia

### Los noventa
En 1997 Reamonn Garvey dejó su anterior banda, llamada The Reckless Pedestrians (Los peatones imprudentes), en su ciudad natal, Tralee, Irlanda, para viajar a Alemania, llevando sólo 50 marcos alemanes en su bolsillo y una cinta demo. Puso un anuncio en un diario local que decía "Cantante necesita una banda para grabar y hacer presentaciones". Mike Gommeringer, conocido artísticamente como Gomezz, vio el anuncio y supuso que quien lo había dejado era Garvey, a quien alguna vez había visto tocando en vivo con su banda anterior. Ellos se reunieron y reclutraron a Uwe Bossert, Sebi Padotzke y a Phillip Ruenbusch. En 1998 la banda estaba formada. Su primera presentación fue en la fiesta de año nuevo de 1998/1999 en Stockach, una localidad al sur de Alemania.
Buscando conseguir un contrato con una discográfica, la banda tocó, en 1999, en un pub llamado Logo, en la ciudad de Hamburgo, frente a 16 representantes de distintos sellos. De inmediato consiguieron varias ofertas, entre las que eligieron a la de Virgin Records.

### Los dos mil
Su primer álbum, llamado «Tuesday» (Martes) y su primer sencillo, «Supergirl» (Superchica) fueron un gran éxito. El título «Tuesday» (Martes) se debe a que, según ellos, es en ese día de la semana en el que se toman todas las decisiones importantes. Tanto el disco como el sencillo consiguieron convertirse en disco de oro y el sencillo fue la canción más emitida en la radio alemana en el año 2000. Reamonn se convirtió en una agrupación famosa y fue invitada a tocar en numerosos festivales y conciertos. En el 2000 hicieron una gira para promocionar su primer disco, llevando a Heyday como teloneros. Las canciones «Josephine» (Josefina) y «Waiting There For You» (Esperándote ahí) tuvieron similar éxito.
Su segundo álbum, llamado Dream N°7 (Sueño N.º 7) fue lanzado en 2001. El nombre surge del número de la casa en donde solían alquilar un cuarto. Uno de los temas de este disco fue parte de la banda sonora de una película alemana. Su tercer álbum fue Beautiful Sky (Hermoso cielo), que fue grabado en España y lanzado en 2003. Alcanzó el número 3 en las listas alemanas y se convirtió en doble platino. La banda tocó con Robbie Williams en Suecia, Austria, Portugal, Estonia, Letonia y Lituania.
Su álbum de 2005 se llamó Wish (Deseo) y fue producido en Los Ángeles por el productor Greg Fieldman, quien trabajó también con Red Hot Chili Peppers y con Johnny Cash. El 7 de julio de 2007 tocaron en Alemania para el concierto Live Earth en la ciudad de Hamburgo.

## Discografía
- Tuesday (2000)
- Dream No. 7 (2001)
- Beautiful Sky (2003)
- Wish (2006)
- Reamonn (2008)
- Eleven (2010)